# Municipio de Gap Civil
El municipio de Gap Civil (en inglés: Gap Civil Township) es un municipio ubicado en el  condado de Alleghany en el estado estadounidense de Carolina del Norte. En el año 2010 tenía una población de 4.474 habitantes.

## Geografía
El municipio de Gap Civil se encuentra ubicado en las coordenadas 36°31′5.46″N 81°6′52.31″O / 36.5181833, -81.1145306.